# Sambongan Baro
Sambongan Baro is een bestuurslaag in het regentschap Pidie Jaya van de provincie Atjeh, Indonesië. Sambongan Baro telt 189 inwoners (volkstelling 2010).